# Mavuň červená

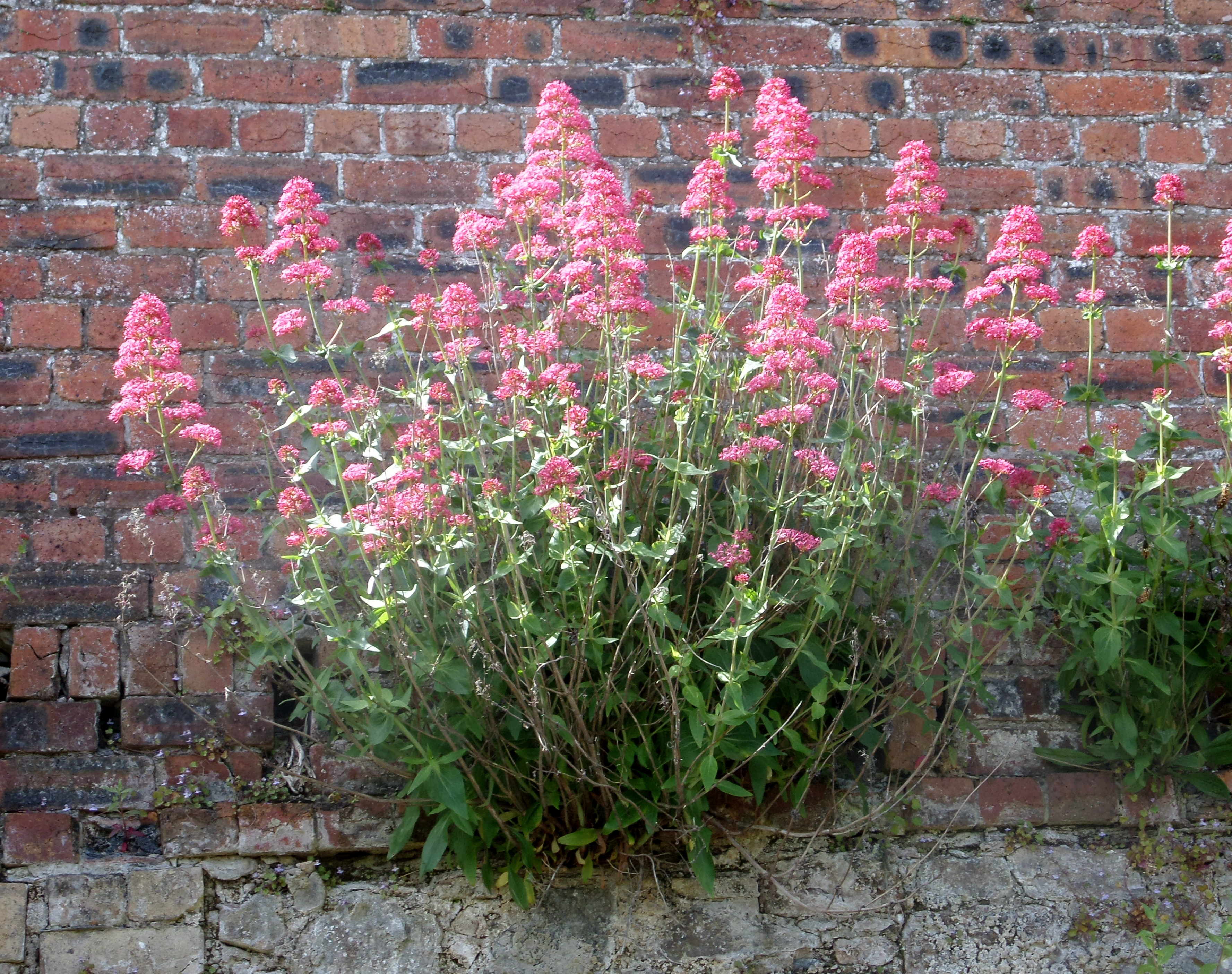
Starší rostlina

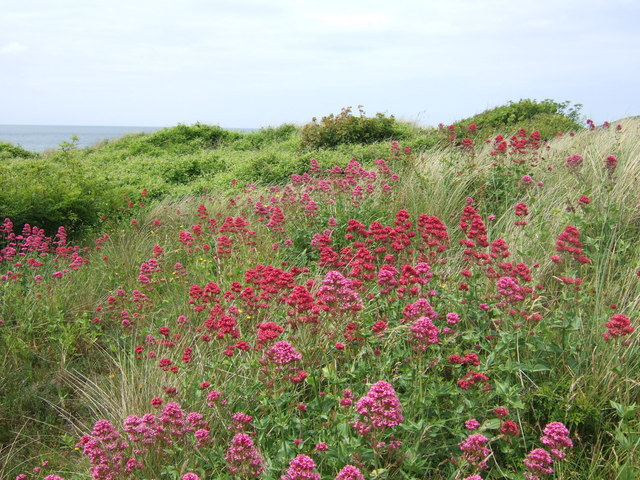
Mavuň v přírodě

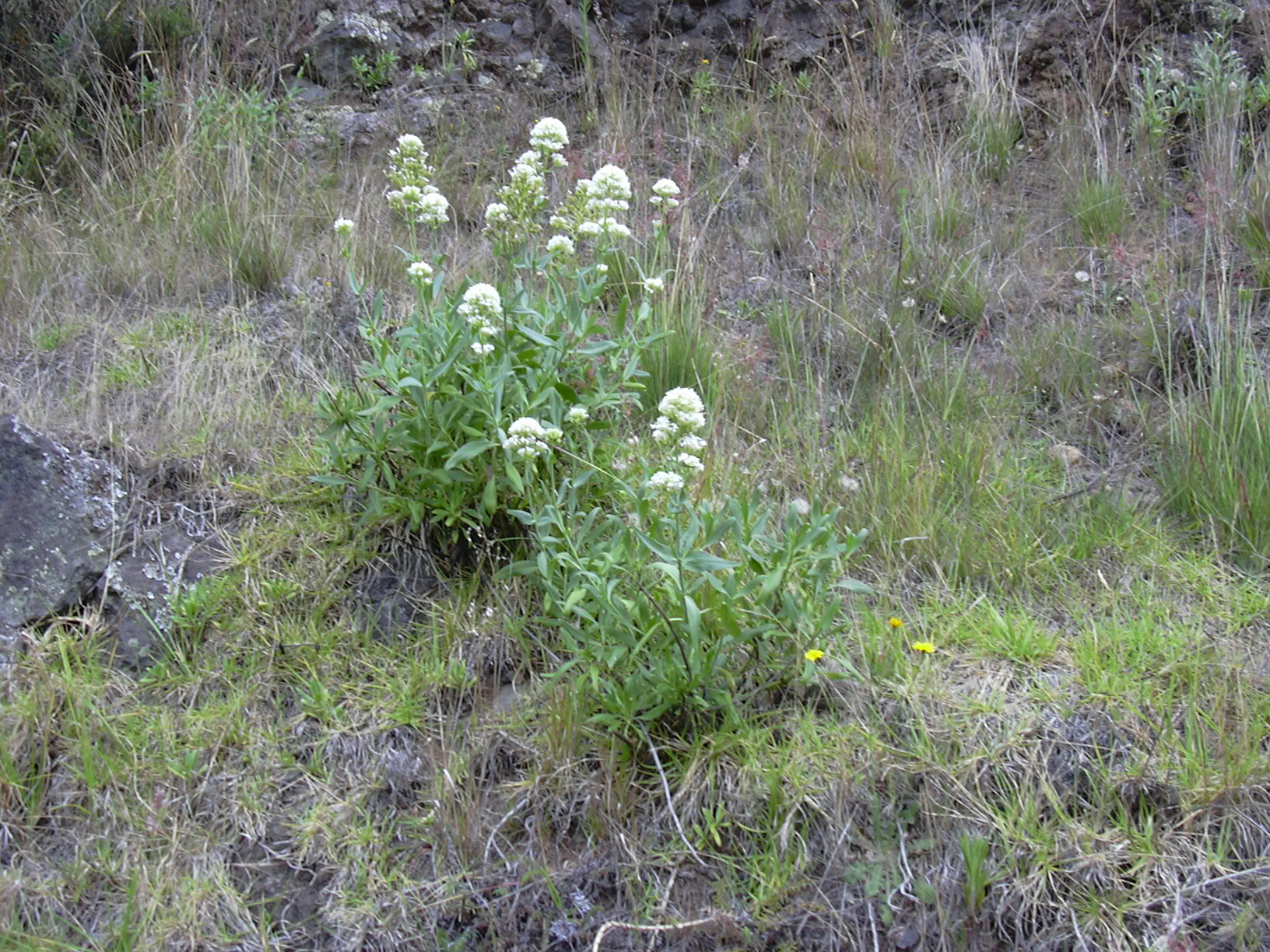
Sněhobílá varieta 'Albus'

Mavuň červená (Centranthus ruber) je až metr vysoká, vytrvalá rostlina, kvetoucí v letních měsících četnými drobnými červenými nebo růžovými, vonnými květy sestavenými do květenství vidlanů. Na území nynější České republiky byla v 19. století dovezená ze středomořské oblastí a od té doby se pro své květy pěstuje v zahradách jako okrasná rostlina. Ze zahrad občas zplaňuje a dostává se do volné přírody, kde byla jako neofyt poprvé pozorována již roku 1880.

## Rozšíření
Je původní rostlinou jižní Evropy, asijského Turecka, k Černému moři přiléhající části Kavkazu a západoafrického středomořského pobřeží. V Evropě původně nevystupovala severněji než do jižní Francie, Itálie a na Balkán. Postupně byla lidmi rozšířena do Střední Evropy i Velké Británie a také na mnohá mimoevropská území s teplým klimatem. Proto se druhotně vyskytuje v přírodě tropické Afriky, Severní i Jižní Ameriky, v jihovýchodní Asii, téměř po celé Austrálii, na Novém Zélandu i některých ostrovech v Tichomoří.
V Česku vyrůstá ve volné přírodě nejčastěji v okolí měst (Praha, České Budějovice, Sobotka, Vyškov), kde se nejvíce pěstuje v zahradách a má dobrou příležitost zplanět rozptýlením semen.

## Ekologie
Mavuň červená je teplomilný hemikryptofyt a je řazena mezi vegetaci skal, sutí a zdí, v české přírodě vyskytuje na slunných stanovištích od nížin po pahorkatiny. Roste ve štěrbinách skal i starých zdí, podél kamenitých cest, na rumoviskách i skládkách odpadu. Je náročná na slunce a prospívají ji lehké, propustné půdy, které mohou být kamenité, málo výživné a jen střídmě mokré, při vyšší zimní vlhkosti rostlina trpí hnilobou. Pokud během vlhké zimy uhyne, jistě na jaře v blízkosti vyrostou ze semen rostliny nové. Kvete od května do července.

## Popis
Trvalka s nahloučenými lodyhami vyrůstajícími z podzemního vícehlavého oddenku. Lodyha vysoká 50 až 100 cm je přímá nebo od báze vystoupavá, lysá a větvená. Je porostlá vstřícnými, přisedlými, jednoduchými listy dlouhými až 8 cm, které mají celokrajné čepele úzce kopinaté až vejčité, po obvodě jemně zubaté, mírně dužnaté a společně s lodyhou mají modrozelený nádech.
Četné červené či růžové květy vytvářejí hustá květenství, vidlany skládající hustou latu. Květy mají krátké stopky, jsou oboupohlavné, dvoustranně souměrné a pětičetné. Kalich s pěti téměř nezřetelnými cípy se v době zrání plodů přemění v pérovitý chmýr. Koruna je řepicovitě srostlá z pěti červených nebo růžových, vzácně bílých lístků, má korunní trubku asi 1 cm dlouhou a na bázi dozadu vybíhá v tenkou ostruhu. Tyčinek je pět a jsou přirostlé ke korunní trubce. Spodní semeník nese čnělku s hlavatou bliznou. Vespod korunní trubky jsou žlázky produkující nektar. Květ bývá opylován létajícím hmyzem, nejčastěji motýly s dlouhým sosákem. Plod je jednosemenná, asi 4 mm velká nažka s pérovitým chmýrem.

## Význam
Vysévá se na záhon nebo do mohutnější skalky, kde rychle roste, dlouze kvete a potřebuje jen minimální péči, neláká žádné škůdce. Pokud ji chceme rozšířit na nové místo, položíme tam na podzim odříznuté květenství se semeny a na jaře vyroste řada semenáčů. Vhodná je i k řezu do vázy. Ve středozemní kuchyni se mladé listy používají jako přísada do salátů a vařené bývají součásti polévek.
Mavuň červená je na mnoha místech Austrálie, na západním pobřeží Spojených států i na Havajských ostrovech považována za invazní rostlinu.